# الإسلام في جزر كوكس

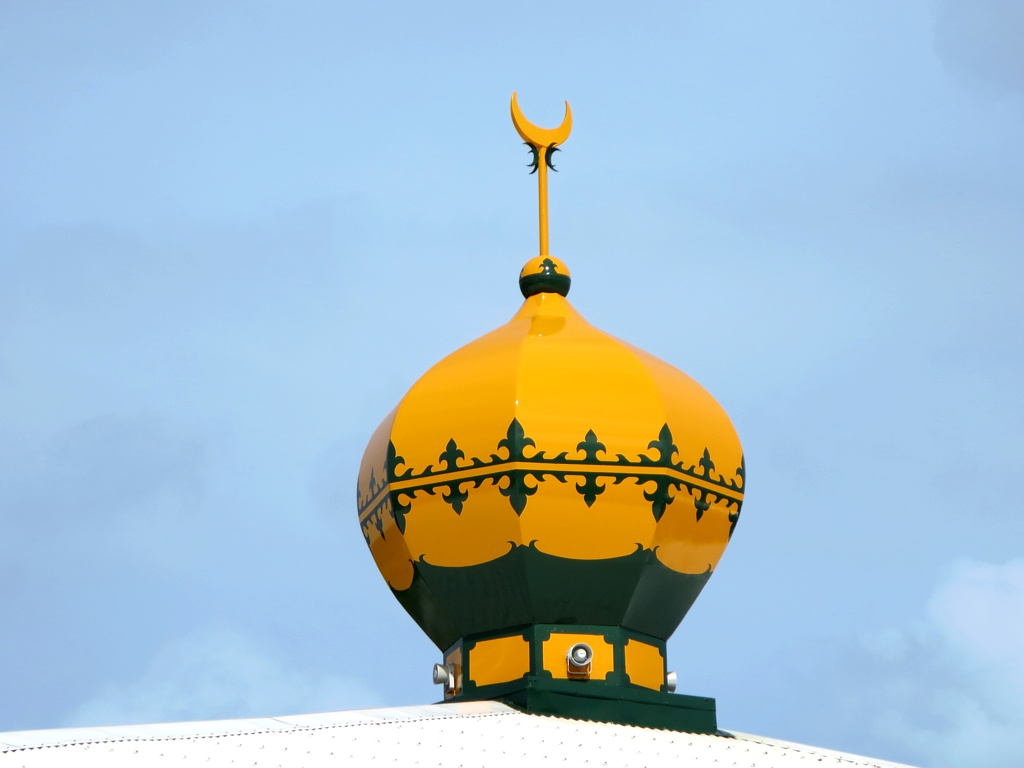
قبة أحد المساجد في هوم أيلند، جزر كوكس.

الإسلام في جزر كوكس يرجع وجود المسلمين في جزر كوكس وجزيرة عيد الميلاد إلى هجرة العمال إلى هذه الجزر، ويرجع أصول هؤلاء العمال إلى شعب الملايو والمسلمين الإندونيسيين.
ويوجد ما يقارب من 80 في المئة من سكان في جزر كوكوس (كيلينغ) من المسلمين السنة، كما أن السكان يعيشون على اثنتين من الجزر المأهولة وينقسم العيش العرقي في الجزيرة إلى بين العرق الأوروبي والذي يسكن في الجزيرة الغربية (طبقا لتقديرات البوب 120) وبين عرق الملايو والذين يعيشون في الجزيرة الرئيسية (طبقا لتقديرات البوب 500)، والمنظمة الإسلامية الرئيسية في الجزر هي المجلس الإسلامي في جزر كوكوس كيلينغ، وتحتوي الجزر على ثلاثة مساجد وآخرها وأحدثها يقع في جزيرة الغربية.